# Dolní Lukavice
Obec Dolní Lukavice se nachází v okrese Plzeň-jih, kraj Plzeňský. Rozlehlá ves je položena v údolí při řece Úhlavě asi 3 km severně od Přeštic a 20 km jižně od města Plzeň. Žije zde přibližně 1 100 obyvatel.

## Historie
První písemná zmínka o obci pochází z roku 1216, kdy zde vládli páni z Lukavice, původně větev vladycké rodiny z Hrádku. V roce 1216 je zmiňován Štěpán (Stephanus de Lukauich), v roce 1243 bratři Bohuchval a Vitla z Lukavice, v roce 1354 bratři Vythla a Wilman, poté v roce 1366 Wilmanova vdova Zdeňka.
V roce 1423 je na dolnolukavické tvrzi uváděn Jan z Talmberka. Poté následoval rod vladyků z Řeneč, později se psali Lukavští z Řeneč. Lvík z Řeneč je zmiňován v roce 1437 a v roce 1452. Jeho vnuci Markvart a Lvík si v roce 1505 rozdělili lukavické panství – Lvík získal Dolní Lukavici, Markvart Horní Lukavici. Lvík zemřel v roce 1531 a o Dolní Lukavici se dělili jeho synové Petr a Vácslav. Petr postoupil svou půlku Vácslavově manželce Adličce z Nalžov. Poté byli dalšími majiteli Jiří, Vilém, Žofie z Bukova. Rod Lukavských z Řeneč vlastnil Dolní Lukavici do roku 1596, kdy jej synové Viléma prodali Jindřichovi Chlumčanskému z Přestavlk. Jeho dcery prodaly statek v roce 1603 Petrovi mladšímu z Říčan a ten jej v roce 1615 prodal Jáchymovi Ladislavovi Loubskému z Lub a na Řenčích, který se stal zakladatelem pozdějšího velkostatku dolnolukavského, ke kterému v té době patřily vsi Vodokrty, Snopoušovy, Horní Lukavice, Lišice, Krasavce, Řenče, Osek, Libákovice, Plevňov, Knihy, Háje, Dolce.
Ladislav z Lub se účastnil v roce 1623 stavovského povstání proti císaři a přišel o majetek. Podvodem však získal majetek zpět a hned v roce 1623 jej prodal Ludmile Žákovcové ze Žákavy. Poté Dolní Lukavici vlastnili Jan Filip Krac ze Scharfensteina a Diviš Koc z Dobrše na Bystřici. Jeho synové statek v roce 1653 prodali Otovi Jiřímu z Helversonu. Ten o něj přišel, když statek propadl královské komoře na základě podvodu Ladislava z Lub z roku 1623.
Císař Leopold daroval v roce 1662 statek Františkovi Albrechtovi z Harrachu, který jej prodal Karlu Leopoldovi hraběti z Carretto-Milesima a ten jej v roce 1666 prodal hraběti Pavlovi z Morzinu. Jeho syn Ferdinad z Morzinu dal zbořit starou tvrz a nechal vystavět zámek. Za působení Morzinů panství vzkvétalo. Jeho syn Karel v roce 1780 prodal panství hraběti Karlovi Bedřichovi z Hofsfeldu na Gleichenu, od něj koupil panství v roce 1794 hrabě Hugo Damian ze Schönbornu, jehož rod jej vlastnil až do 20. století. V roce 1895 k panství Dolní Lukavice spojené s Příchovicemi patřilo 15 hospodářských dvorů, které obhospodařovaly 2 125 ha polí, 517 ha luk, 31 ha zahrad s 484 ha pastvin.
V roce 1963 zde byla vybudována rozvodna Přeštice. Jednalo se o první rozvodnu napěťové hladiny 220/110 kV postavenou na území dnešního Plzeňského kraje.
Dne 25. dubna 2018 bylo schváleno usnesením výboru pro vědu, vzdělání, kulturu, mládež a tělovýchovu udělení znaku a vlajky obce.

## Části obce
- Dolní Lukavice
- Krasavce
- Lišice
- Snopoušovy

## Pamětihodnosti
- Zámek Dolní Lukavice z počátku 18. století
- Kostel svatého Petra a Pavla
- Socha svatého Jana Nepomuckého na návsi
- Socha svatého Jana Nepomuckého na mostě
- Boží muka
- Tisovec v Dolní Lukavici
- Mlynářova lípa
- Židovský hřbitov
- Bývalá synagoga

## Osobnosti

### Rodáci
- Hugo Damian von Schönborn (1916–1979) – malíř, otec vídeňského arcibiskupa a kardinála Christopha Schönborna
- Barbora Cíglerová (1884–1947), česká politička

### Významné osobnosti
Obec je známá díky hudebnímu skladateli Josephu Haydnovi, který několik let působil na zdejším zámku jako kapelník u hraběte Karla Josefa z Morzinu.
Další významnou osobností spjatou s obcí je americký astronaut Jim Lovell, jehož předkové z matčiny strany odsud pocházeli. Z Dolní Lukavice pocházela jeho babička Anna Mašková, rozená Tumpachová, dcera dolnolukavického truhláře. Po sňatku s Janem Maškem, synem šafáře Jiřího Maška z Horní Lukavice, emigrovali manželé v 80. letech 19. století do Spojených států amerických. Jejich dcera Blanka se provdala za Jamese Lovella. Z jejich svazku se narodil James (Jim) Lovell. Sám Jim Lovell Dolní Lukavici navštívil v roce 2000.

## Galerie

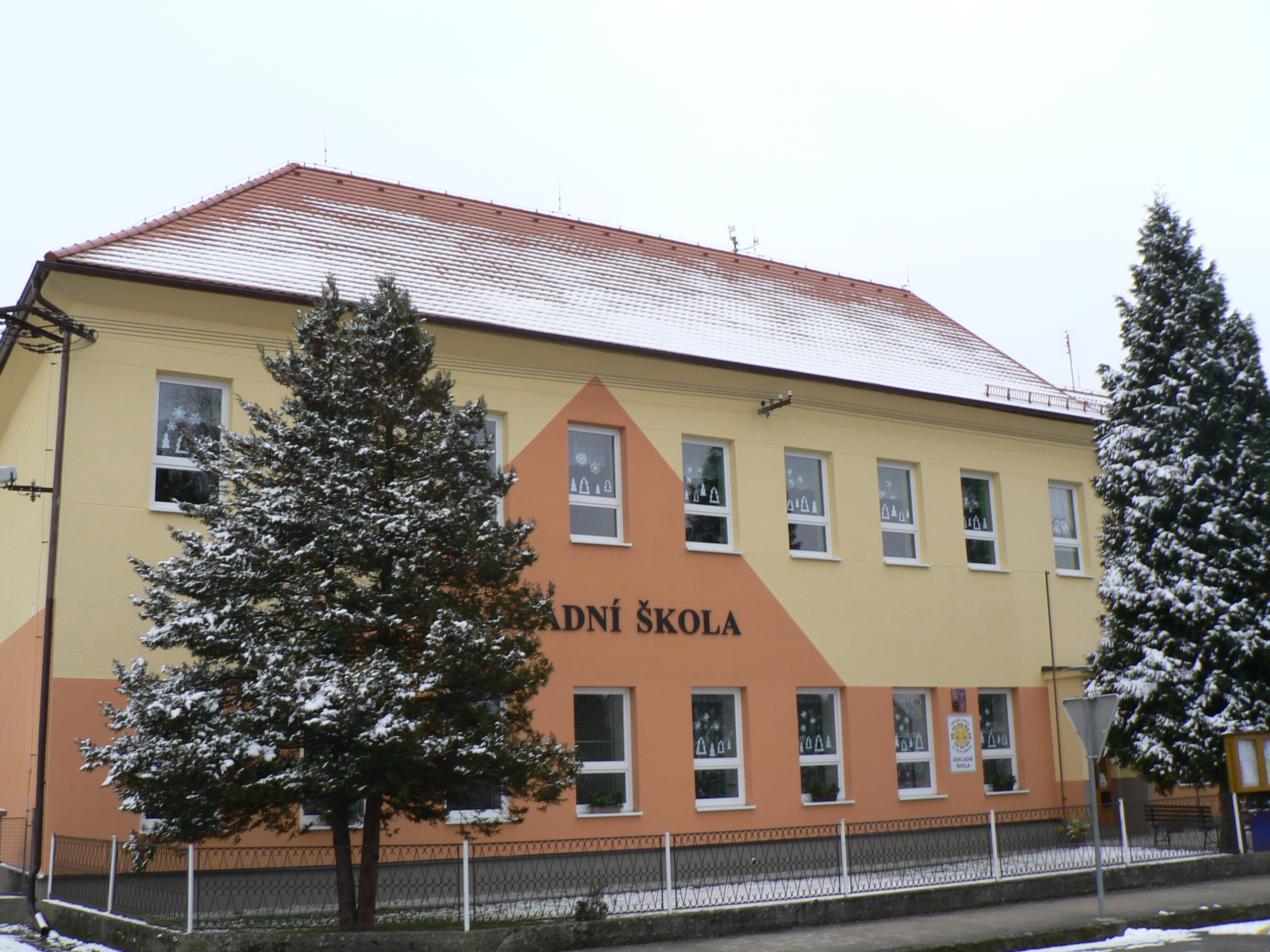
Nově zrekonstruovaná Základní škola
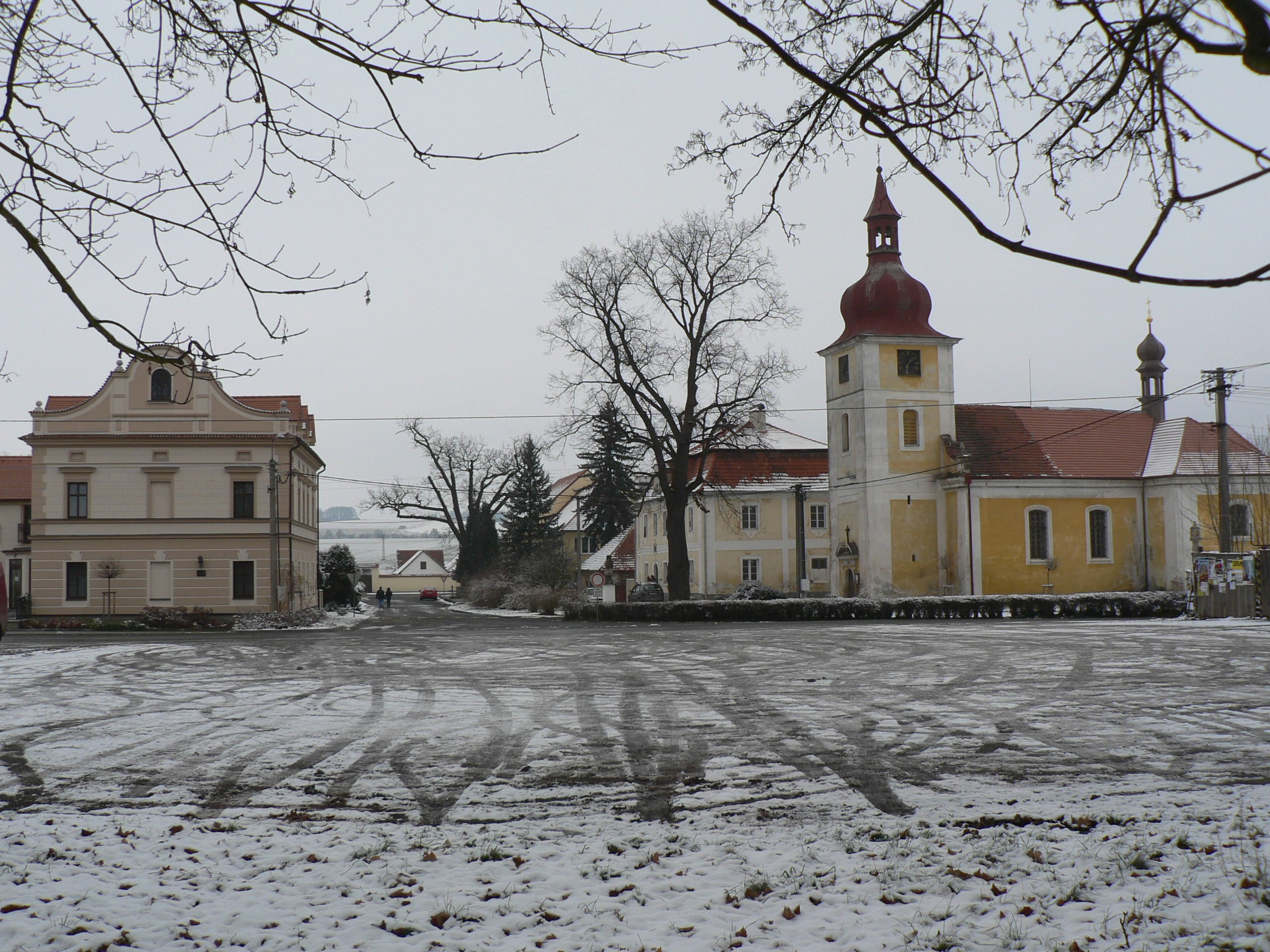
Náves (zleva: Haydnův dům a Kostel sv. Petra a Pavla)
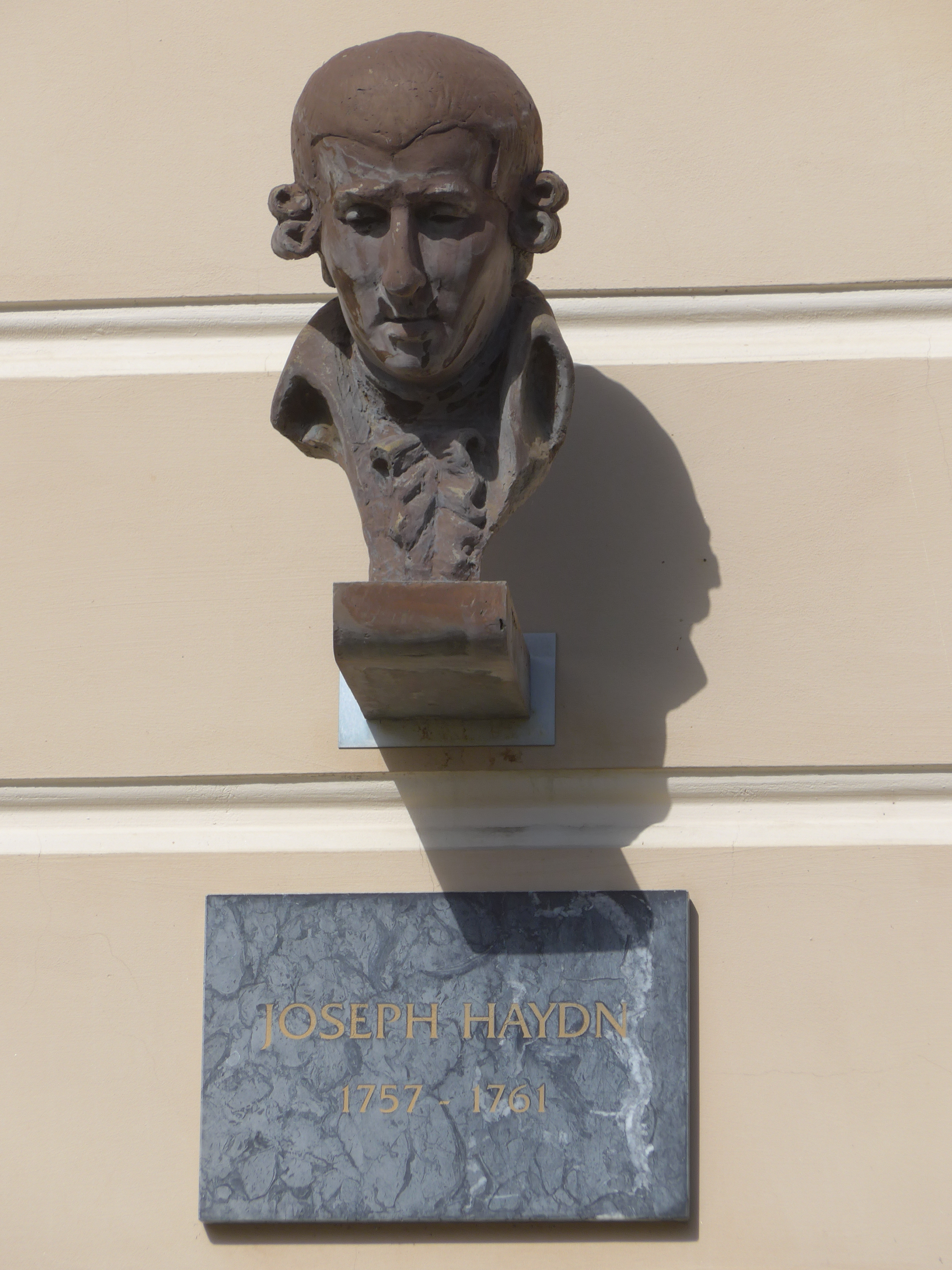
Joseph Haydn, pamětní deska s bustou
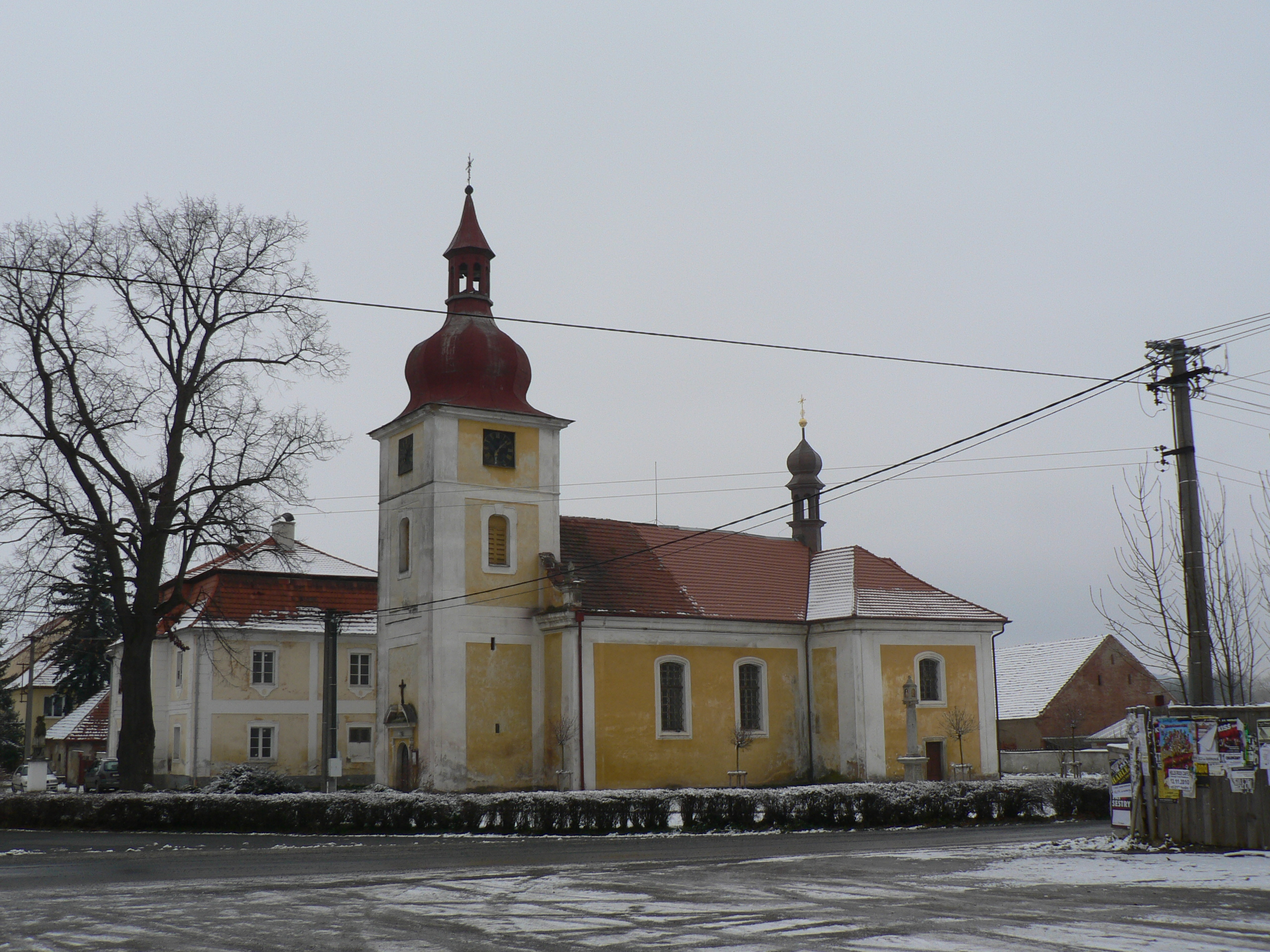
Kostel sv. Petra a Pavla
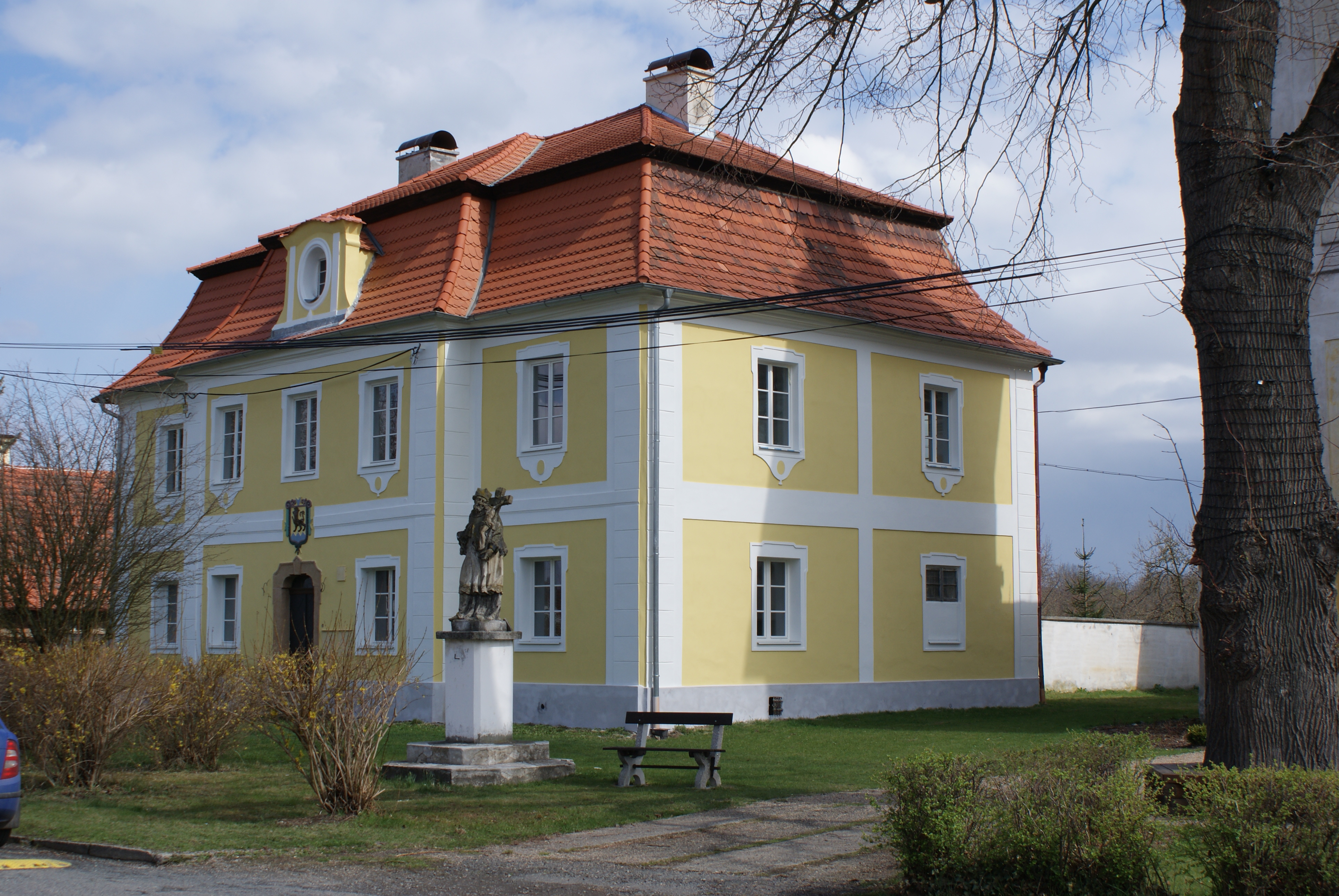
fara
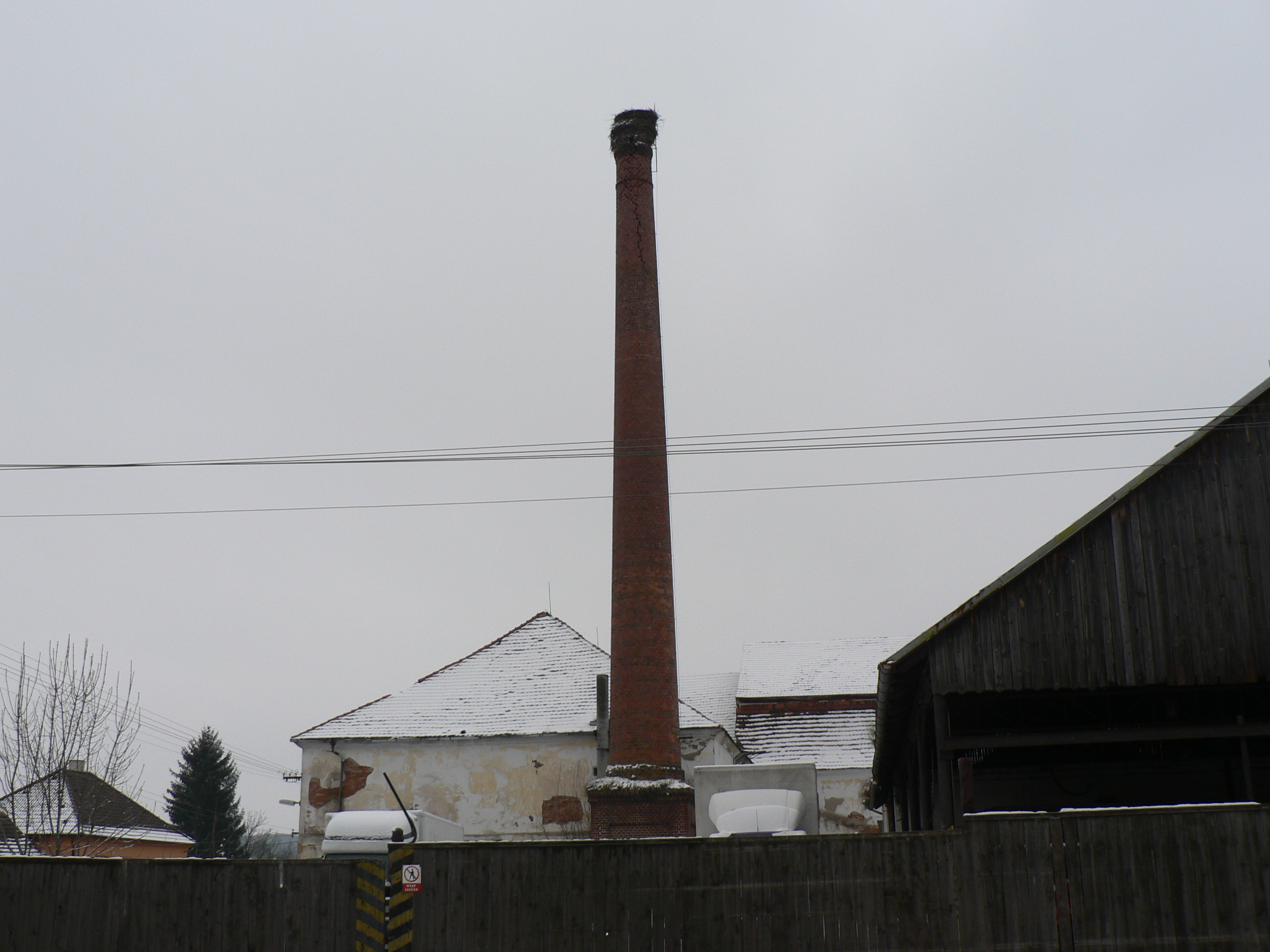
Bývalý pivovar
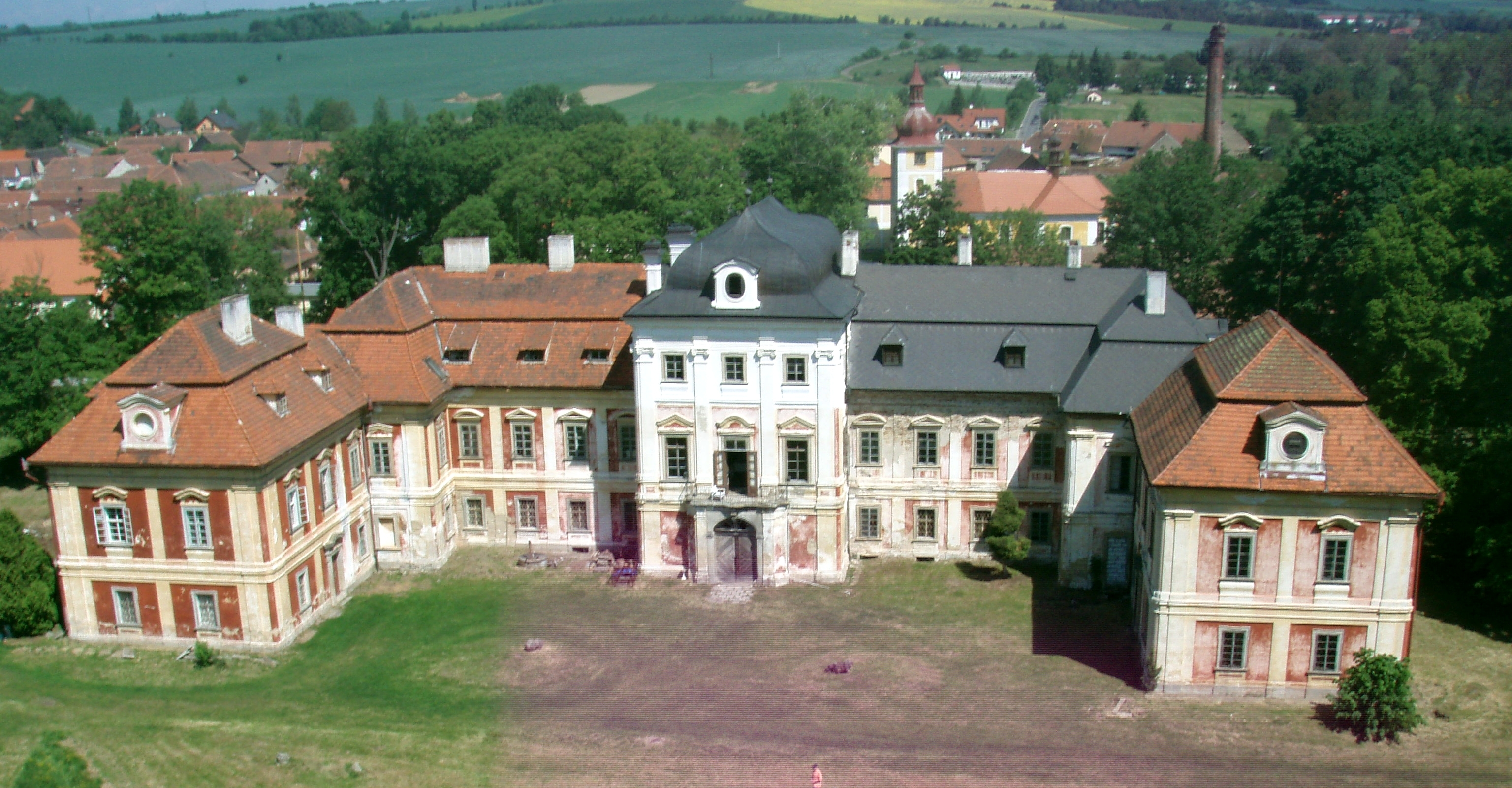
Zámek